# 3465 Trevires
3465 Trevires è un asteroide della fascia principale. Scoperto nel 1984, presenta un'orbita caratterizzata da un semiasse maggiore pari a 2,3140822 UA e da un'eccentricità di 0,0521454, inclinata di 6,07010° rispetto all'eclittica.